# Guillermo Azócar (Fußballspieler)
Guillermo Segundo Azócar Caris (* 19. Juni 1946) ist ein ehemaliger chilenischer Fußballspieler. Der Innenverteidiger absolvierte sieben Länderspiele für Chile und wurde auf Vereinsebene zweimal chilenischer Meister. 

## Karriere

### Verein
Guillermo Azócar, auch Chueco genannt, begann seine Profikarriere in der Segunda División bei Lota Schwager und stieg mit dem Klub 1969 als Meister in die Primera División auf. 1971 folgte der Wechsel zum CD Huachipato. Mit den Acereros gewann der Verteidiger die Meisterschaft 1974, die erste in der Geschichte des Klubs. 1976 schloss sich Azócar dem CD Everton an und gewann im ersten Jahr erneut die Meisterschaft. 1977 wurde der Defensivakteur zum Fußballer des Jahres in Chile gewählt, wurde aber mit seinem Klub nur Vizemeister.
1979 und 1980 spielte Chueco für Naval und verbrachte seine letzten Karrierejahre wieder bei Lota Schwager, wo er als junger Spieler debütiert hatte. 1983 beendete er hier seine Karriere.

### Nationalmannschaft
Guillermo Azócar debütierte im Mai 1972 unter Trainer Rudi Gutendorf bei der 3:4-Niederlage in der Copa Carlos Dittborn gegen Argentinien, als er für Raúl Angulo eingewechselt wurde. Der Verteidiger spielte anschließend bei der Taça Independência in Brasilien alle vier Spiele. Im Juli 1973 wurde Azócar zuletzt bei einem Länderspiel eingesetzt, als er beim 3:0-Erfolg in der Copa Leoncio Provoste gegen Bolivien für Leonel Herrera eingewechselt wurde. Insgesamt bestritt der Defensivspieler sieben Spiele für Chile.

## Erfolge
Huachipato
- Primera División: 1974

Everton
- Primera División: 1976

## Auszeichnungen
- Fußballer des Jahres in Chile: 1977